# Петер Цегларик
Петер Цегларик (словац. Peter Cehlárik; 2 серпня 1995, м. Жиліна, Словаччина) — словацький хокеїст, лівий/правий нападник. Виступає за ХК «Лулео» у Шведській хокейній лізі.
Вихованець хокейної школи МсХК «Жиліна». Виступав за ХК «Лулео», ХК «Асплевен».
В чемпіонатах Швеції — 70 матчів (9+16), у плей-оф — 8 матчів (1+0).
У складі молодіжної збірної Словаччини учасник чемпіонатів світу 2014 і 2015. У складі юніорської збірної Словаччини учасник чемпіонату світу 2013.
Досягнення
- Переможець Ліги чемпіонів (2015)
- Срібний призер чемпіонату Швеції (2013)
- Бронзовий призер молодіжного чемпіонату світу (2015).